# Olympische Geschichte der Cookinseln
| Gelbes Symbol für Goldmedaillen mit stilisierten Olympischen Ringen | Graues Symbol für Silbermedaillen mit stilisierten Olympischen Ringen | Braundes Symbol für Bronzemedaillen mit stilisierten Olympischen Ringen |
| ------------------------------------------------------------------- | --------------------------------------------------------------------- | ----------------------------------------------------------------------- |
| —                                                                   | —                                                                     | —                                                                       |

Die Cookinseln, dessen NOK, das Cook Islands Sports and National Olympic Committee, 1986 gegründet wurde, nimmt seit 1988 an allen Olympischen Sommerspielen teil. An Winterspielen nahmen bislang noch keine Athleten teil. Jugendliche Athleten wurden zu beiden bislang ausgetragenen Jugend-Sommerspielen geschickt.
Medaillen konnten Sportler und Sportlerinnen der Cookinseln nicht gewinnen.

## Allgemeine Übersicht

### Sommerspiele
Die erste Olympiamannschaft des pazifischen Inselstaates bestand 1988 in Seoul aus sieben Teilnehmern, sechs Männer und eine Frau, die in den Sportarten Leichtathletik, Boxen und Gewichtheben antraten. Erster Olympionike der Cookinseln waren am 18. September 1988 die Boxer Zekaria Williams im Fliegengewicht und Richard Pittman im Federgewicht. Erste Frau der Cookinseln bei Olympischen Spielen war einen Tag später die Leichtathletin Erin Tierney im 100-Meter-Lauf.
1996 nahm erstmals eine Seglerin teil, 2008 ein Schwimmer und 2012 Kanuten. Alle teilnehmenden Athleten blieben erfolglos.

### Jugendspiele
Mit 18 Jugendlichen nahmen die Cookinseln an den Jugend-Sommerspielen 2010 in Singapur teil. 16 Jungen und zwei Mädchen traten in den Sportarten Handball, Segeln und Schwimmen an.
2014 in Nanjing nahmen vier jugendliche Athleten, drei Jungen und ein Mädchen, teil. Sie traten im Schwimmen, Segeln und im Golf an.

## Übersicht der Teilnahmen

### Sommerspiele
| Jahr      | Athleten           | Athleten           | Athleten           | Sportarten         | Sportarten         | Sportarten         | Sportarten         | Sportarten         | Sportarten         | Medaillen          | Medaillen          | Medaillen          | Medaillen          | Medaillen          |
| Jahr      | Gesamt             |                    |                    |                    |                    |                    |                    |                    |                    |                    |                    |                    | Medaillen – Gesamt | Rang               |
| --------- | ------------------ | ------------------ | ------------------ | ------------------ | ------------------ | ------------------ | ------------------ | ------------------ | ------------------ | ------------------ | ------------------ | ------------------ | ------------------ | ------------------ |
| 1896–1984 | nicht teilgenommen | nicht teilgenommen | nicht teilgenommen | nicht teilgenommen | nicht teilgenommen | nicht teilgenommen | nicht teilgenommen | nicht teilgenommen | nicht teilgenommen | nicht teilgenommen | nicht teilgenommen | nicht teilgenommen | nicht teilgenommen | nicht teilgenommen |
| 1988      | 7                  | 6                  | 1                  | 3                  | 2                  | 2                  |                    |                    |                    |                    |                    |                    |                    |                    |
| 1992      | 2                  | 2                  | 0                  |                    | 1                  | 1                  |                    |                    |                    |                    |                    |                    |                    |                    |
| 1996      | 3                  | 2                  | 1                  |                    | 1                  | 1                  |                    |                    | 1                  |                    |                    |                    |                    |                    |
| 2000      | 2                  | 1                  | 1                  |                    |                    | 1                  |                    |                    | 1                  |                    |                    |                    |                    |                    |
| 2004      | 3                  | 2                  | 1                  |                    | 1                  | 2                  |                    |                    |                    |                    |                    |                    |                    |                    |
| 2008      | 4                  | 3                  | 1                  |                    | 1                  | 2                  |                    | 1                  |                    |                    |                    |                    |                    |                    |
| 2012      | 8                  | 3                  | 5                  |                    | 1                  | 2                  | 2                  | 2                  | 1                  |                    |                    |                    |                    |                    |
| 2016      | 9                  | 4                  | 5                  |                    | 1                  | 2                  | 2                  | 2                  | 2                  |                    |                    |                    |                    |                    |
| 2020      | 6                  | 3                  | 3                  |                    |                    | 1                  | 3                  | 2                  |                    |                    |                    |                    |                    |                    |
| 2024      | 2                  | 1                  | 1                  |                    |                    | 1                  |                    | 1                  |                    |                    |                    |                    |                    |                    |
| Gesamt    | Gesamt             | Gesamt             | Gesamt             | Gesamt             | Gesamt             | Gesamt             | Gesamt             | Gesamt             | Gesamt             | 0                  | 0                  | 0                  | 0                  |                    |

### Winterspiele
| Jahr      | Athleten           | Athleten           | Athleten           | Sportarten         | Medaillen          | Medaillen          | Medaillen          | Medaillen          | Medaillen          |
| Jahr      | Gesamt             |                    |                    | Sportarten         |                    |                    |                    | Medaillen – Gesamt | Rang               |
| --------- | ------------------ | ------------------ | ------------------ | ------------------ | ------------------ | ------------------ | ------------------ | ------------------ | ------------------ |
| 1924–2022 | nicht teilgenommen | nicht teilgenommen | nicht teilgenommen | nicht teilgenommen | nicht teilgenommen | nicht teilgenommen | nicht teilgenommen | nicht teilgenommen | nicht teilgenommen |
| Gesamt    | Gesamt             | Gesamt             | Gesamt             | Gesamt             | 0                  | 0                  | 0                  | 0                  | -                  |

### Jugend-Sommerspiele
| Jahr   | Athleten | Athleten | Athleten | Sportarten | Sportarten | Sportarten | Sportarten | Medaillen | Medaillen | Medaillen | Medaillen          | Medaillen |
| Jahr   | Gesamt   |          |          |            |            |            |            |           |           |           | Medaillen – Gesamt | Rang      |
| ------ | -------- | -------- | -------- | ---------- | ---------- | ---------- | ---------- | --------- | --------- | --------- | ------------------ | --------- |
| 2010   | 18       | 16       | 2        | 14         | 2          | 2          |            |           |           |           |                    |           |
| 2014   | 4        | 3        | 1        |            | 1          | 1          | 2          |           |           |           |                    |           |
| 2018   | 1        | 1        | 0        |            |            | 1          |            |           |           |           |                    |           |
| Gesamt | Gesamt   | Gesamt   | Gesamt   | Gesamt     | Gesamt     | Gesamt     | Gesamt     | 0         | 0         | 0         | 0                  |           |

### Jugend-Winterspiele
| Jahr      | Athleten           | Athleten           | Athleten           | Sportarten         | Medaillen          | Medaillen          | Medaillen          | Medaillen          | Medaillen          |
| Jahr      | Gesamt             |                    |                    | Sportarten         |                    |                    |                    | Medaillen – Gesamt | Rang               |
| --------- | ------------------ | ------------------ | ------------------ | ------------------ | ------------------ | ------------------ | ------------------ | ------------------ | ------------------ |
| 2012–2024 | nicht teilgenommen | nicht teilgenommen | nicht teilgenommen | nicht teilgenommen | nicht teilgenommen | nicht teilgenommen | nicht teilgenommen | nicht teilgenommen | nicht teilgenommen |
| Gesamt    | Gesamt             | Gesamt             | Gesamt             | Gesamt             | 0                  | 0                  | 0                  | 0                  | -                  |

## Medaillengewinner

### Goldmedaillen
Bislang (Stand 2024) keine Goldmedaille

### Silbermedaillen
Bislang (Stand 2024) keine Silbermedaille

### Bronzemedaillen
Bislang (Stand 2024) keine Bronzemedaille